# ギュンター・フェアホイゲン

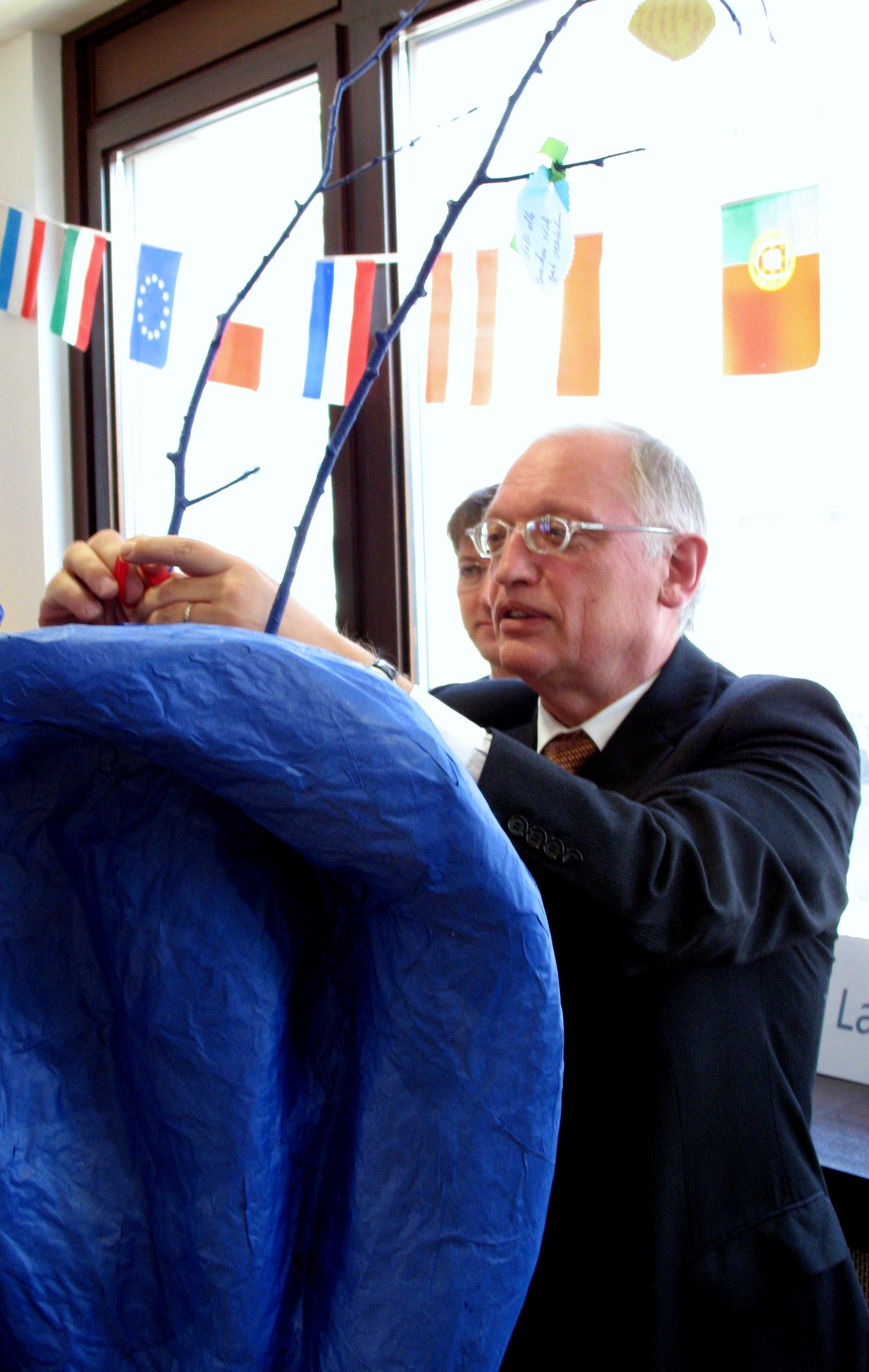
フェアホイゲン（2007年）

ギュンター・フェアホイゲン（Günter Verheugen、1944年4月28日–）は、ドイツの政治家。プローディ委員会および第一次バローゾ委員会で欧州委員会委員を務め、特にバローゾ委員会では副委員長を務めた。所属政党は最初自由民主党（1982年まで）、のちドイツ社会民主党（SPD）。

## 来歴

### FDPからSPDへ

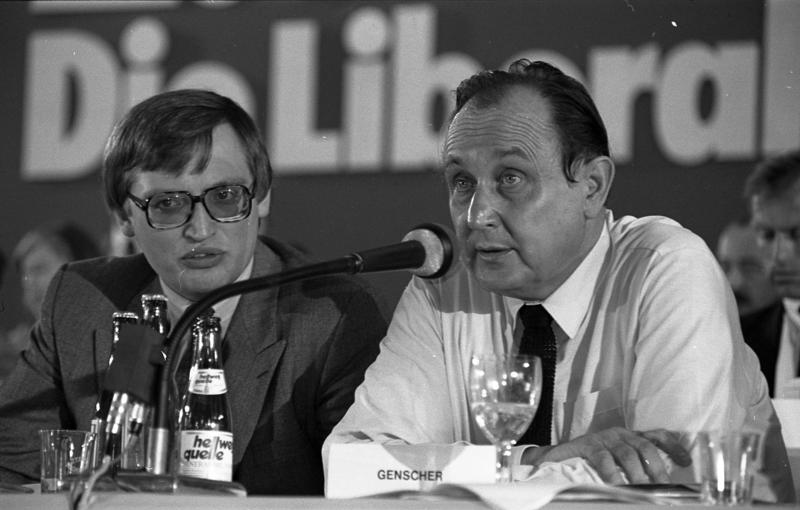
フェアホイゲン（左）とゲンシャー（1981年FDP党大会）

バート・クロイツナッハに生まれる。ケルン近郊のギムナジウムを卒業後、1965年までエッセンの「新ルール新聞」のち（「新ライン新聞」）で働く。1965年からケルン大学及びボン大学で歴史学、社会学、政治学を学んだ。在学中の1967年に自由民主党（FDP）の青年団組織に加入。1969年に大学を卒業後、ハンス・ディートリヒ・ゲンシャー内相の下でパブリック・リレーションズ担当顧問として内務省に勤務し始めた。1974年、ゲンシャーの外相転任に伴い外務省に異動。1976年まで同省で分析・情報部長を務める。1977年、FDP連邦経理担当に就任、翌年の党大会で党事務局長に選出された。
1982年、ゲンシャー率いるFDPがドイツ社会民主党（SPD）との連立政権を離脱して倒閣に参加したことに反対して離党。同年離党した仲間とともにSPDに入党した。翌1983年のドイツ連邦議会選挙に出馬して当選。SPDのヴィリー・ブラント党首の裁定による、小選挙区の以前の候補者を押しのけての出馬であった。ただし当選は小選挙区ではなく比例代表によるものだった。
1983年から1998年まで連邦議会外交委員会に属し、1992年には欧州連合特別委員会副委員長に就任した。またブラント党首は1987年にフェアホイゲンを党機関紙「前進」の編集長に指名した。また1994年から1997年まで党議員団外交・安全保障、開発政策委員会副委員長を務めた。またルドルフ・シャーピング党首の下で1993年から1995年まで党連邦経理担当を務めたが、シャーピングにより解任された。1997年からは社会主義インターナショナル平和・安全保障・軍縮委員会委員長を務めた。1998年、ゲアハルト・シュレーダー政権が成立すると、ヨシュカ・フィッシャー外相の下で外務政務次官に就任した。

### 欧州委員
1999年9月、欧州委員会（プローディ委員会）にEU拡大担当委員として招聘された。これに伴い連邦議会議員および外務次官を辞任。任期中は2004年のEU東方拡大で加盟した諸国との交渉を担当し、またトルコとの加盟交渉を開始した。2004年にドイツ連邦共和国功労勲章大十字星章を受章。続く2004年からの第一次バローゾ委員会では産業・企業政策担当委員及び副委員長を務めた。2010年2月の任期切れに伴い退任した。任期中はシュレーダー首相の提案に基づき、ドイツの経済政策が欧州委員会の経済政策に影響するよう尽力した。
任期中の2006年夏、事務所長に昇格させたばかりの女性職員とリトアニアの海岸で全裸で海水浴している写真を撮られ、職権濫用の疑惑が取り沙汰された。さらに2007年にはこの女性と既に2005年から交際していたことが発覚し、ジョゼ・マヌエル・ドゥラン・バローゾ委員長はドイツ政府と協議し、フェアホイゲンの職務の一部である脱官僚主義改革をエドムント・シュトイバー前バイエルン州首相に委託することを決定した。

## 語録
- 「EUのエネルギー供給元を、その国で人権が守られているかを基準に選んでいたら、ノルウェーからしか供給が出来なくなる」（EU・ロシア間の人権問題交渉に関して）
- 私の職場では、勤務時間の80から90パーセントは内輪での調整に費やされている。大げさにではなく、私たちの時間の大部分はもともと存在しない問題を解決するために費やされている」（欧州委員会の官僚主義について、「南ドイツ新聞」2006年10月8日付記事）
- 「我々はトルコが我々を必要とする以上にトルコを必要としている」（トルコとのEU加盟交渉開始について）